# 日耳曼多神教運動

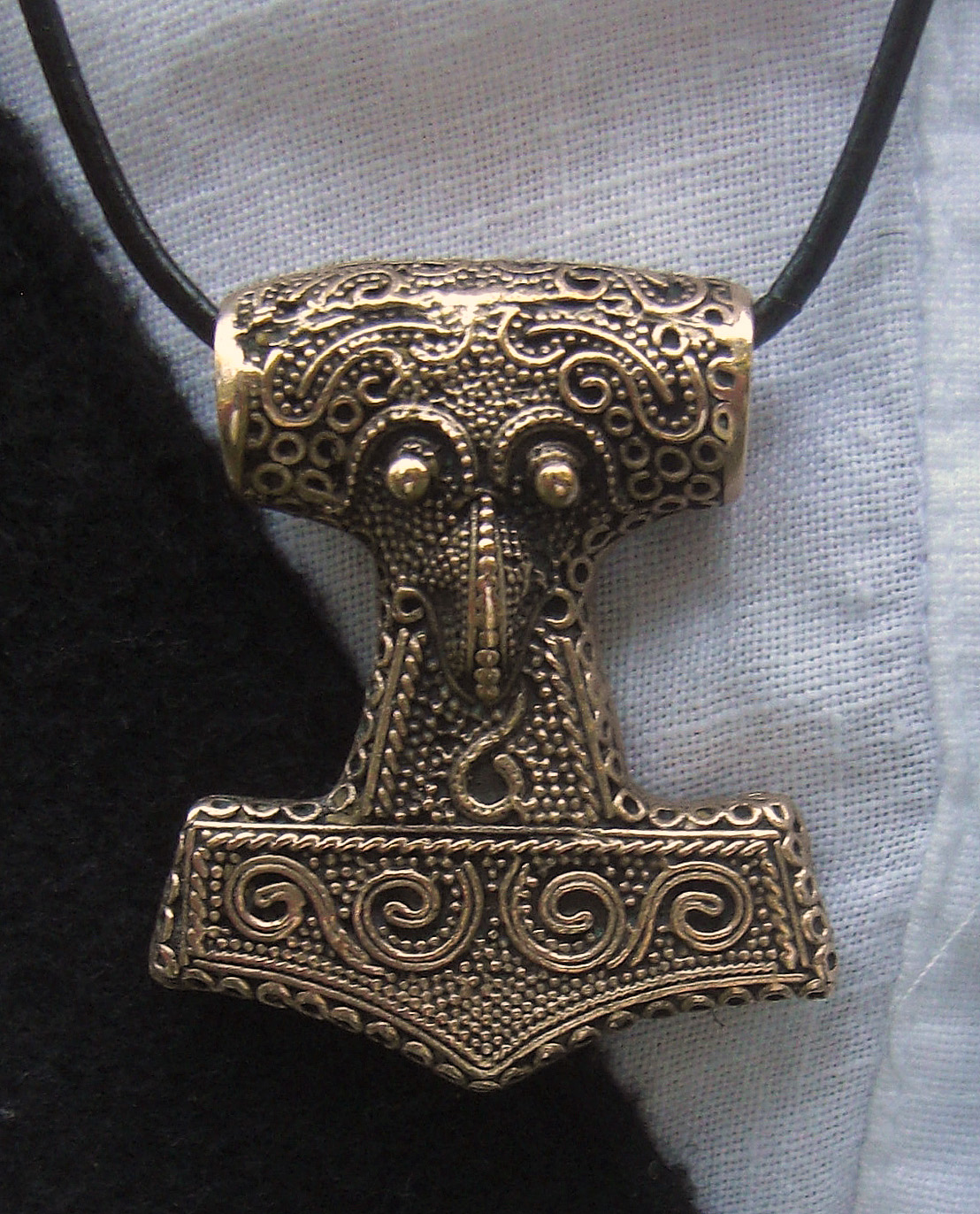
經常被現代多神教信徒佩戴的妙爾尼爾吊綴，雷神索爾的錘子。

日耳曼多神教運動是一种多神论重建宗教，是以古日耳曼文化和神话为基础的宗教運動。由於不是一种有组织的宗教，它的信徒会自称“奥丁信徒”、Ásatrúar、Heathen等名称。日耳曼新异教出现于19世纪后期的德国和奥地利，其先贤祠所供奉的神祇包括了阿萨神族和华纳神族的神祇。这种宗教自1960年代以来越来越多样化，具体来说它的信徒的仪式、信仰、思想和组织都有诸多分歧，部分甚至保留基督教部分元素，即會進行禮拜。